# Suimanga pigmeu
El suimanga pigmeu (Hedydipna platura) és una espècie d'ocell de la família dels nectarínids (Nectariniidae) que habita sabanes amb acàcies de la zona del Sahel, des de Mauritània cap a l'est fins a Sudan del Sud.